# Cosmopoda aenopus
Cosmopoda aenopus är en fjärilsart som beskrevs av Diakonoff 1981. Cosmopoda aenopus ingår i släktet Cosmopoda och familjen vecklare. Inga underarter finns listade i Catalogue of Life.